# البيت الأبيض دوت جوف

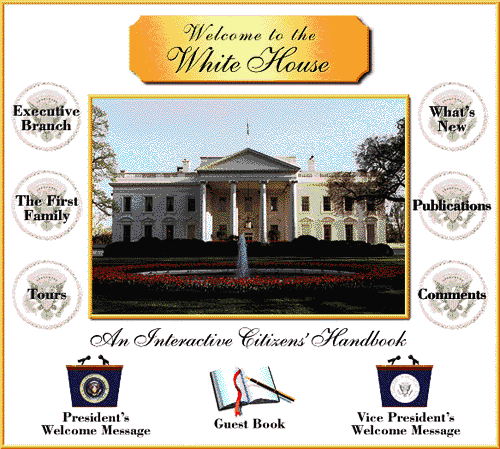
الموقع خلال رئاسة بيل كلينتون 1995

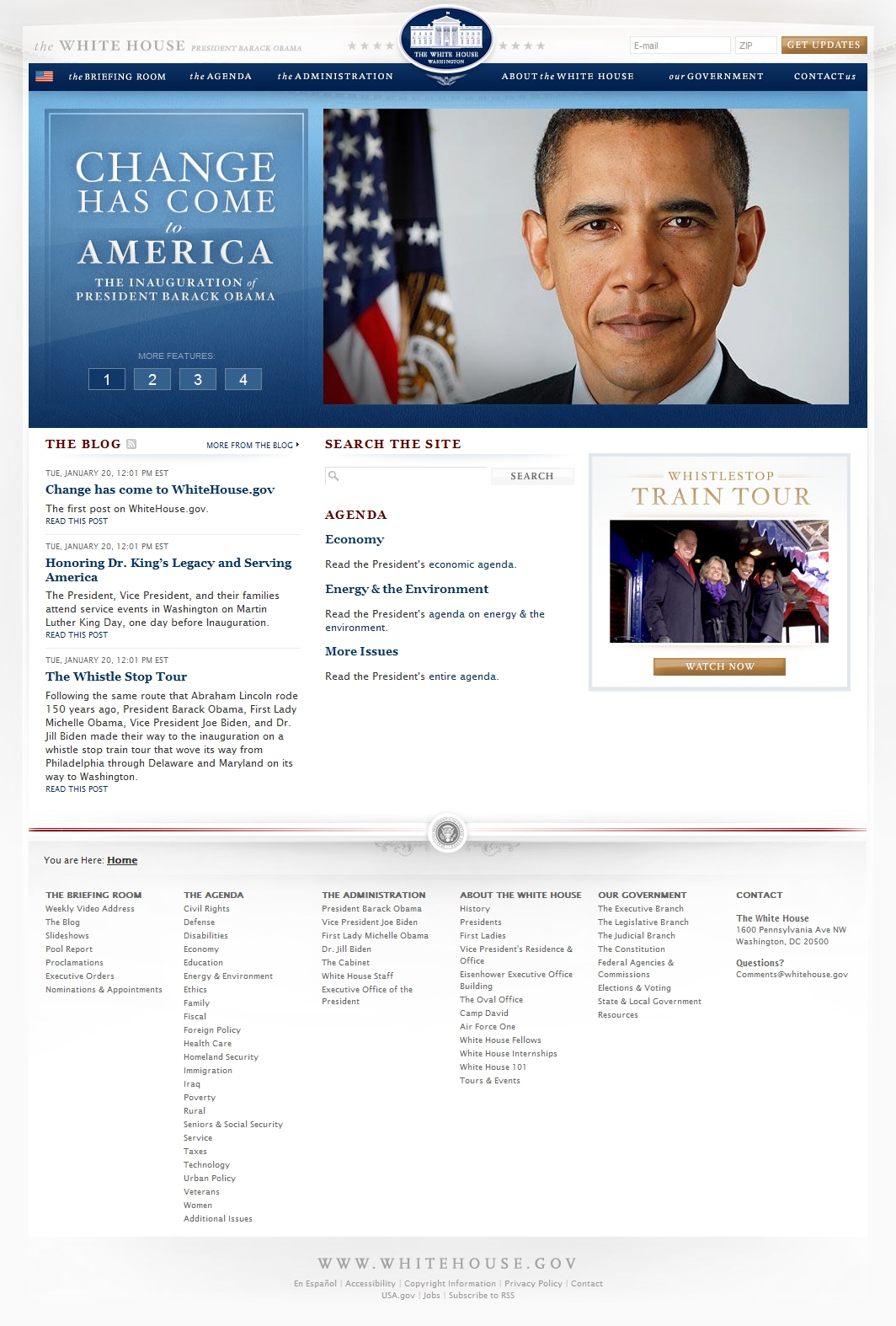
الموقع الإلكتروني الذي أعقب تنصيب باراك أوباما 20 يناير 2009

الموقع الرسمي للبيت الأبيض (بالإنجليزية: Whitehouse.gov)‏ هو الموقع الرسمي للبيت الأبيض وهو مملوك لحكومة الولايات المتحدة. تم إطلاقه في أكتوبر 1994 من قبل إدارة كلينتون.
محتوى الموقع في المجال العام أو مرخص بموجب ترخيص رخص المشاع الإبداعي. وهو متاح باللغة الإنجليزية والإسبانية.(1)

## المحتوى
تم تصميم محتوى موقع البيت الأبيض ليكون محفظة مفتوحة للجمهور لمعرفة العمليات الحالية للرئيس أثناء رئاسته. يحتوي الموقع على معلومات حول الرئيس ونائب الرئيس وعائلاتهم والبيانات الصحفية والإعلانات والأوامر التنفيذية ونسخة من خطابات مسؤولي البيت الأبيض.
ويوفر الموقع أيضا معلومات حول القضايا الراهنة العنوان الرئيس ونائب الرئيس (مثل التعليم، الرعاية الصحية، وما إلى ذلك)، وأيضا توفير المعلومات حول تاريخ بناء البيت الأبيض، سلاح الجو واحد، وكامب ديفيد. يستعرض الموقع أيضًا هيكل الحكومة الفيدرالية للولايات المتحدة، بما في ذلك تفاصيل حول حكومة الولاية والحكومة المحلية، إلى جانب التصويت والانتخابات.
يقدم الموقع أيضًا معلومات حول المشاركة مع البيت الأبيض. يتضمن ذلك توجيهات حول كيفية الكتابة أو الاتصال بالبيت الأبيض، والتعرف على برنامج تدريب البيت الأبيض وبرنامج زملاء البيت الأبيض.
كما احتوى الموقع على تفاصيل حول مجلس الوزراء الرئاسي للولايات المتحدة والمكتب التنفيذي لرئيس الولايات المتحدة.

### اختلاف المواقع في كل إدارة
بعد أن تؤدي الإدارة الجديدة اليمين الدستورية في يوم التنصيب، تتم إعادة تصميم الموقع على الفور مع تفاصيل الإدارة الجديدة وتصميم الموقع وفقًا لاحتياجات ورؤية الإدارة الجديدة.
يتم أرشفة مواقع الإدارة السابقة بواسطة الأرشيف الوطني. قائمة مواقع البيت الأبيض دوت جوف السابقة:
- https://clintonwhitehouse5.archives.gov
- https://georgewbush-whitehouse.archives.gov
- https://obamawhitehouse.archives.gov
- https://trumpwhitehouse.archives.gov

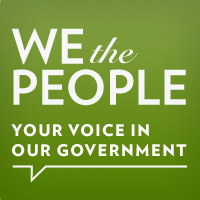

### المشاركة المدنية
في 1 سبتمبر 2011، أعلن ديفيد بلوف، كبير مستشاري باراك أوباما السابق لرئيس الولايات المتحدة، في رسالة بالبريد الإلكتروني أن البيت الأبيض سيصدر «نحن الشعب». منصة على الإنترنت تتيح للجمهور تقديم التماسات إلى حكومة الولايات المتحدة. تم الإعلان عن إطلاق منصة الالتماسات في 22 سبتمبر 2011 في منشور مدونة بالبيت الأبيض.
تم إغلاق المنصة مؤقتًا من قبل إدارة ترامب حيث سيتم استبدالها «بمنصة جديدة [من شأنها] توفير دافعي ضرائب أكثر من مليون دولار سنويًا» كما أُعلن في 19 ديسمبر 2017.

## البرنامج
في يوليو 2001، بدأ البيت الأبيض بتحويل خوادم الويب الخاصة به إلى نظام تشغيل يعتمد على ريدهات لينكس واستخدام خادم إتش تي تي بي أباتشي. تم الانتهاء من التثبيت في فبراير 2009. في أكتوبر 2009، اعتمدت خوادم الويب في البيت الأبيض دروبال، وهو نظام إدارة محتوى حر ومفتوح المصدر، يعمل على ريد هات إنتربرايز لينوكس.
في ديسمبر 2017، أطلقت إدارة ترامب موقعًا إلكترونيًا أعيد تصميمه تدعي أنه سيوفر على دافعي الضرائب «ما يصل إلى 3 ملايين دولار سنويًا».

## الملاحظات
1 النسخة الإسبانية من الموقع متاحة حاليًا تحت إدارة بايدن، وقد تم استخدامها أيضًا خلال إدارتي بوش وأوباما. خلال إدارة ترامب، تمت إزالة النسخة الإسبانية من الموقع. هناك أيضًا نسخ إسبانية مؤرشفة للموقع الإلكتروني من إدارتي بوش وأوباما.

## روابط خارجية
- الموقع الرسمي
- النسخ المؤرشفة من الموقع خلال إدارة ترامب
- الإصدارات المؤرشفة من الموقع خلال إدارة أوباما
- النسخ المؤرشفة من الموقع خلال إدارة بوش
- النسخ المؤرشفة من الموقع خلال إدارة كلينتون